# Alpaida versicolor
Alpaida versicolor là một loài nhện trong họ Araneidae.
Loài này thuộc chi Alpaida. Alpaida versicolor được Eugen von Keyserling miêu tả năm 1877.